# يان روجرز
يان روجرز (بالإنجليزية: Ian Rogers)‏ هو لاعب شطرنج أسترالي، ولد في 24 يونيو 1960 في هوبارت في أستراليا.

## وصلات خارجية
- يان روجرز على موقع الاتحاد الدولي للشطرنج (الإنجليزية)
- يان روجرز على موقع مباريات الشطرنج (الإنجليزية)
- يان روجرز على موقع 365Chess.com (الإنجليزية)
- يان روجرز على موقع Chesstempo.com (الإنجليزية)
- يان روجرز على موقع الاتحاد الأمريكي للشطرنج (الإنجليزية)
- يان روجرز سجل أولمبياد الشطرنج على موقع OlimpBase.org (الإنجليزية)